# Liste des intendants des Îles-du-Vent de l'Amérique ou de la Martinique
Les intendants de police, justice et finances sont créés en 1635 par un édit de Louis XIII, à la demande de Richelieu pour mieux contrôler l'administration locale. La faible population des colonies françaises d'Amérique ne justifie pas d'intendants et c'est pourquoi il n'y a pas de Généralité dans les îles françaises d'Amérique.
Pourtant, Jean-Baptiste Colbert propose le 8 avril 1679 de nommer un intendant de police, justice et finances des îles d'Amérique. Le siège de l'intendance est situé à Saint-Pierre, sur l'île de la Martinique.
La Guadeloupe est occupée par les Anglais en 1759 et la Martinique le 15 février 1762. L'administration française est de retour sur les îles après le traité de Paris signé le 10 février 1763. L'intendant n'est de retour que le 18 juin 1763. Reprenant le principe de l'administration anglaise qui avait séparé les deux îles, le règlement du 24 mars 1763 maintient cette séparation. Entre 1763 et 1768, les deux îles ont une administration indépendante. Il y a donc à cette date deux intendants. En 1764, le gouvernement de l'île de Sainte-Lucie est réuni à celui de la Martinique.
Le 16 août 1771, la Guadeloupe est rattachée à la Martinique suivant l'ordonnance du roi du 20 septembre 1768, mais elle retrouve en 1775 une administration séparée.
En 1789, à la mort de l'intendant Foulquier, la Guadeloupe est rattachée à la Martinique.

## Liste des intendants des Îles-du-Vent de l'Amérique puis de la Martinique
| Début              | Fin              | Nom |
| ------------------ | ---------------- | --- |
| 1679               | 1682             | Jean-Baptiste Patoulet (?-1695) Commissaire de la Marine à Pentagouët en Acadie en 1671, contrôleur de la Marine à Rochefort en 1673, puis commissaire-général à Rochefort en 1676. Il occupe ensuite la même fonction à Brest. Intendant à Dunkerque en 1683. |
| 1er mai 1683       | Mars 1685        | Michel Bégon Commissaire-général de la Marine. Il est reçu à la Martinique le 30 novembre 1683. Il est nommé intendant des galères le 24 novembre 1684. Entre son départ pour la France en mars 1685 et l'arrivée de son successeur, le 28 juillet 1685, l'interim est assuré par M. Le Vassor, doyen du conseil de la Martinique. |
| Décembre 1684      | Janvier 1695     | Gabriel Dumaitz de Goimpy Seigneur de Goimpy. Il est un oncle de François-Louis du Maitz de Goimpy Commissaire-général des Galères à Marseille en 1680. Il est reçu à la Martinique le 28 juillet 1685. |
| 1er janvier 1695   | 1er octobre 1702 | François-Roger Robert (?-20 avril 1736) En 1688, il suit à Rome M. de Lavardin, ambassadeur. En 1689 il est nommé commissaire-général de la Marine à Toulon. Il est reçu à la Martinique le 2 janvier 1696. Il est nommé intendant à Dunkerque le 25 octobre 1702, puis intendant de la Marine en Bretagne le 9 novembre 1703. Conseiller du roi en ses conseils. |
| 1er octobre 1702   | 10 mars 1706     | Jean-Jacques Mithon de Senneville (1669-1737) Après le départ de François-Roger Robert, il assure l'intérim. Il est commissaire de la Marine ordinaire aux Îles françaises de l'Amérique, et subdélégué à l'intendance des dites îles. Plusieurs intendants sont nommés successivement mais ne viennent pas prendre leur poste : - le 1er juillet 1704 : M. Dugay |
| 1er septembre 1704 | 1716             | Nicolas-François Arnoul de Vaucresson (?-1726) Chevalier de Vaucresson, fils de Nicolas Arnoul et frère de Pierre Arnoul. Commissaire ordinaire de la Marine à Brest puis au Havre-de-Grâce, en 1682, commissaire de la Marine à Rochefort en 1688, commissaire-général à Marseille en 1696. Il est reçu à la Martinique le 10 mars 1706. Il est nommé intendant des Galères en 1719 À son départ de la Martinique, en 1716, il est remplacé par M. Pierre de Marseille, doyen du Conseil supérieur de la Martinique et subdélégué par le roi à l'intendance de justice et police des Îles françaises du Vent de l'Amérique |
| 1716               | 1717             | Louis-Balthazar de Ricouart (?-1749) Comte d'Hérouville et de Villeroy Ancien chevalier de Malte, conseiller au Parlement de Metz en 1709. Il est intendant de l'escadre commandée par Duguay-Trouin à la prise de Rio de Janeiro, en 1711. Il arrive à la Martinique le 5 janvier 1717, en même temps que le marquis Antoine d'Arcy de la Varenne, nommé gouverneur de la Martinique et des îles du Vent. Ils sont tous les deux arrêtés par les habitants des îles révoltés contre des droits nouveaux et renvoyés en France sur le Gédéon, arrivés à La Rochelle début juillet 1717, intendant général de justice, police, finances et fortifications de la marine en Flandre, Artois et Picardie, à Dunkerque le 6 octobre 1720, intendant à Rochefort en 1738 et lieutenant du roi au Havre-de-Grâce. |
| 1717               | 1717             | Eli Pain Assure l'intérim de la fonction. |
| 1717               | 1718             | Charles Mesnier Conseiller du Roi, commissaire ordonnateur de la Marine, subdélégué à l'intendance des îles-du-Vent. |
| 1718               | 2 octobre 1718   | Constant de Sylvecane (?-2 octobre 1718) Il meurt de la fièvre jaune sur l'île. |
| 1719               | 1723             | Charles Bénard (1622-1738) Commissaire de la Marine, contrôleur du port de Rochefort. |
| 1723               | 1728             | Charles-François Blondel de Jouvancourt |
| 1728               | Mai 1738         | Jacques Pannier, seigneur d'Orgeville (1680-1739) Conseiller au Parlement de Metz en 1720, ministre du roi à Cologne en 1723, conseiller du roi en ses conseils, maître des requêtes ordinaire de l'Hôtel du roi. |
| Août 1737          | 1744             | César-Marie de La Croix (1690-1747) Maître ordinaire en la Chambre des comptes de Paris, secrétaire de la Chambre du roi, maître d'hôtel de la dauphine, mère de Louis XV, en 1707, commissaire général de la Marine en 1729, nommé en août 1737 intendant des îles du Vent et de la Martinique. |
| Mars 1744          | 1749             | Jean Louis Albert de Ranché Commissaire de la Marine. |
| 19 juin 1749       | 1755             | Charles-Martin Hurson Conseiller au Parlement de Paris le 10 juillet 1733, intendant à Toulon de 1760 à 1772. |
| 2 janvier 1755     | 1759             | Antoine Lefebvre de Givry fils de Casimir Lefebvre de Givry, commissaire-général et premier commis au Conseil de la Marine écuyer, conseiller du roi, commissaire-général de la marine, il reçoit sa commission d'intendant des îles du Vent à Versailles le 1er juin 1754. |
| 8 mars 1759        | 1er mai 1764     | Paul-Pierre Lemercier de la Rivière (1719-27 novembre 1801) Conseiller au Parlement de Paris en 1747, il travaille à la réconciliation entre le parlement et la cour. Il rencontre François Quesnay en 1757 et s'intéresse aux colonies françaises d'Amérique en 1758. Avec l'appui de Mme de Pompadour, il obtient de ;Choiseul le poste d'intendant des Îles-du-Vent où il arrive le 8 mars 1759. Il doit faire face au conflit avec les Anglais et l'opposition des négociants français qui reprochent à ses réformes d'avoir rompu le pacte colonial en permettant le commerce avec des produits anglais moins coûteux. Les Anglais prennent le contrôle de la Martinique en 1762 ce qui l'oblige à quitter l'île le 27 mai 1762. Il publie en août 1762 un « Mémoire sur la Martique »[réf. nécessaire] dans lequel il conseille de conserver les îles à sucre plutôt que le Canada, ce qui est fait avec le traité de Paris. En septembre 1762, Choiseul le nomme intendant de la Martinique. Sa politique de réforme entraîne une nouvelle révolte des colons qui obtiennent sa révocation. Il quitte la Martinique, malade, en mai 1764. En 1767, retiré de la vie publique, il publie L'Ordre naturel et essentiel des sociétés politiques. Physiocrate, groupe qu'Adam Smith nomme la secte des Économistes, ami de Diderot et conseiller de l'impératrice Catherine II. Il s'est intéressé aux relations entre l'économie et la politique à l'origine de l'économie politique. En 1779, le ministre de la marine et des colonies Sartine crée un comité de législation des colonies dans lequel il nomme La Rivière. Sartine remplacé par de Castries comme ministre de la marine et des colonies propose une réforme qui va déclencher la colère des planteurs. Dans ses écrits, le point de vue économique conduit La Rivière à défendre la ségrégation et un despotisme éclairé. Pendant la Révolution, il est membre du club Massiac. La révolution à Saint-Domingue lui fait perdre les terres qu'il y possédait. En France, il perd son titre de noblesse, ses rentes et la pension qu'il avait obtenue en 1776. Le 4 janvier 1791 il accepte sa nomination comme commissaire aux colonies proposée par le ministre Fleurieu, mais son état de santé l'oblige à renoncer. |
| 1764               | 1764             | Jean-Baptiste Guignard (1717-1787) Subdélégué général de l'intendant des îles-du-Vent, commission accordée le 1er janvier 1763. |
| 1764               | 1771             | Louis de Thomassin de Peynier (1705-1794) Seigneur de Peynier Intendant de la Martinique, il est nommé intendant des Îles du Vent d'Amérique en 1768. L'intendant de la Guadeloupe, Jean-Louis-Honoré d'Hesmivy, baron de Moissac, est relevé et il meurt en 1769 à la Guadeloupe. |
| 1771               | 1777             | Philippe-Athanase (de) Tascher (d'une famille distincte des Tascher de La Pagerie, son père s'appelait Martin Däscher) Président à mortier au Parlement de Metz. |
| 1777               | 1779             | Antoine-Bernard d'Eu de Montdenoix écuyer, conseiller du Roi en ses conseils, commissaire général de la Marine en 1768, intendant par intérim, il est nommé ordonnateur de la Guadeloupe, Marie-Galante et dépendances en 1780. |
| 1779               | 1783             | Louis de Thomassin de Peynier |
| 26 août 1783       | 12 juin 1786     | Jacques Petit de Viévigne Seigneur de Viévigne. Fils d'Émilien Petit, conseiller de Port-au-Prince, qui a publié, en 1771, Droit public ou gouvernement des colonies et, en 1778, Dissertation sur le droit des colonies françaises, espagnoles et anglaises d'après les lois des trois nations comparées entre elles. Jacques Petit de Viévigne publie, en 1767 et 1772, Code de la Martinique Juge de la juridiction de Saint-Pierre de la Martinique le 7 janvier 1765, intendant par intérim. |
| 11 mai 1786        | 28 novembre 1786 | Eugène Joseph Stanislas Foullon d'Escotiers (2 octobre 1753 -4 mai 1835) fils de Joseph François Foullon, frère de Joseph Pierre François-Xavier Foullon de Doué, intendant à Moulins (1788-1789) Conseiller au Châtelet le 4 mars 1773, conseiller à la cour des Aides de Paris du 22 février 1775 à juin 1776, maître des requêtes le 19 juin 1776, intendant de la Guadeloupe le 5 juin 1786, il assure l'intérim de l'intendant de la Martinique du 11 mai 1786 au 28 novembre 1786. |
| 5 décembre 1786    | 1789             | Jean-François Foulquier (?-1789) Conseiller au Parlement de Toulouse. |
| 16 janvier 1789    | 15 juin 1791     | Eugène Joseph Stanislas Foullon d'Escotiers (2 octobre 1753-4 mai 1835) Il est destitué par l'assemblée coloniale et embarqué sur un bateau partant pour Bordeaux en septembre. Il est rétabli par décret le 29 novembre 1790 jusqu'à la suppression des fonctions d'intendant des colonies le 15 juin 1791 |
| 9 décembre 1814    | 13 août 1817     | Louis-François Dubuc (22 mai 1759-3 décembre 1827) En 1814, Louis XVIII le nomme intendant de la Martinique et le fait chevalier de l'ordre royal et militaire de Saint-Louis. Il se rend dans l’île le 22 décembre et garde son poste jusqu’en 1817, date de la suppression des intendants coloniaux. |